# Єпископальна церква в Єрусалимі та на Близькому Сході
Єпископальна Церква в Єрусалимі та на Близькому Сході є частиною Англіканської спільноти, що охоплює кілька країн Близького Сходу. Вона складається з чотирьох єпархій: Єрусалимської, Єгипетської, Іранської та Кіпрської з Перською затокою.
Церква походить з англіканської традиції, яка була поширена на Близький Схід британськими місіонерами у 19-му столітті. 
Церква складається з чотирьох єпархій, кожна з яких має свого єпископа. Кожна єпархія охоплює кілька країн або регіонів.
Літургія та богослужіння Єпископальної Церкви мають англіканську форму, але часто враховують місцеві традиції та мови.
Церква активно займається служінням серед різних верств населення, зокрема, через школи, лікарні та соціальні програми. Вона також працює над міжрелігійним діалогом і миротворчими ініціативами в регіоні, де часто виникають конфлікти.
Єпископальна Церква в Єрусалимі та на Близькому Сході має архієпископа, який є її керівником. Кожна єпархія має свою внутрішню структуру та управління.
Церква відіграє важливу роль у сприянні релігійному порозумінню та соціальній справедливості в регіоні, де існує багато викликів через політичні, соціальні та релігійні конфлікти.

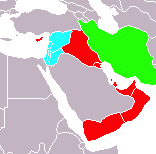
Єрусалимська єпархія
Єпархія Кіпру і Перської затоки
Єпархія Ірану

Провінція складається з трьох єпархій:
- Єрусалимська єпархія — охоплює Ізраїль, палестинські території, Йорданію, Сирію та Ліван,
- Єпархія Кіпру та Перської затоки — охоплює Кіпр, Аравійський півострів та Ірак,
- Єпархія Ірану.

## Зовнішні посилання
- Єрусалимська єпархія
- Єпархія Кіпру і Перської затоки
- Церковна асоціація Єрусалиму та Близького Сходу